# What If (Jane-Kelly Williams)
What If is de debuutsingle van de Amerikaanse singer-songwriter Jane-Kelly Williams. Het is afkomstig van haar album Particular People dat eind 1988/begin 1989 uitkwam in Europa en Japan. Ook verscheen het op een sampler-cd van het Brusselse label Les Disques du Crépuscule waar Williams destijds onder contract stond. 
De single werd door muziektijdschrift Oor indirect met Minnie Riperton vergeleken.
De B-kant is His Eyes, een non-albumtrack die verder terug te vinden is op de titelloze ep die Williams in 1989 uitbracht.